# Betuloxys assamensis
Betuloxys assamensis är en stekelart som först beskrevs av Jaroslav Stary 1975.  Betuloxys assamensis ingår i släktet Betuloxys och familjen bracksteklar. Inga underarter finns listade.